# Hans Pos
 (octobre 2018).
Pour les articles homonymes, voir Pos.
Hans Pos, né le 10 mai 1958 à Amsterdam et mort le 17 juin 2014 à Amstelveen, est un réalisateur, producteur, scénariste et écrivain néerlandais.

## Vie privée
Il est le père des actrices  Emilie Pos et de Valerie Pos.
Il meurt des suites d'un cancer en 2014 à l'âge de 56 ans.

## Filmographie
- 2002 : Bella Bettien[2]
- 2007 : Kapitein Rob en het Geheim van Professor Lupardi[3]
- 2012 : Cop vs. Killer : co-réalisé avec Simon de Waal[4]

### Producteur et scénariste
- 1981 : Tussen de regels de Dave Schram
- 1989 : Loos
- 1992 : Daens de Stijn Coninx[5]
- 1998 : À la recherche du passé de Jeroen Krabbé
- 1999 : Little Crumb de Maria Peters[6]
- 2001 : Baby Blue
- 2002 : Peter Bell de Maria Peters[7]
- 2008 : Radeloos
- 2009 : Lover of Loser
- 2011 : Furious de Dave Schram[8]
- 2011 : Sonny Boy de Maria Peters[9]
- 2012 : Mike dans tous ses états de Maria Peters[10]
- 2013 : Spijt! de Dave Schram[11]

## Livres
- 2011 : Exit